# Фольмер, Генрих
Генрих Фольмер (нем. Heinrich Vollmer; 26 июля 1885 — 1 июля 1961) — немецкий конструктор стрелкового оружия, один из известнейших специалистов в этой области в Европе. Известен как разработчик пистолета-пулемёта MP-40.

## Жизнь и творчество
Родился 26 июля 1885 года в Альтдорфе (округ Эсcлинген), умер 1 июля 1961 года в Тюбингене.
Фольмер основал в 1909 году в Биберахе-на-Рисе машиностроительный завод Фольмер Верке (de:Vollmer Werke). Компания с этим названием существует до сих пор, имея свою штаб-квартиру в Биберахе, а также более 650 сотрудников по всему миру.
С 1928 по 1940 год Фольмер считался одним из самых известных разработчиков оружия в Европе.
Он начал свою деятельность конструктора-оружейника во время Первой мировой войны.
Поначалу Фольмер как инженер занимался проблемами изготовления стволов для винтовок Маузера и пулемётов системы Максима на оружейном заводе, но вскоре полностью окунулся в пучину конструкторской деятельности.
Одно из первых своих широко известных изобретений Фольмер сделал ещё в период Первой мировой войны.
К принятому на вооружение кайзеровской армией пистолет-пулемёту MP-18.1 Фольмер разработал оригинальный портативный шланговый магазин. Магазин представлял собой диск на 60 патронов «Парабеллум» и переносился солдатом, вооружённым пистолет-пулемётом, посредством ремня через плечо. Диск был снабжен гибким шлангом со встроенной пружиной. Патроны из диска по шлангу подавались в приёмное отверстие пистолет-пулемёта.
Затем Фольмер предложил так называемое «безленточное» питание для пулеметов, чем сильно удивил многих немецких военных специалистов. На вооружение это изобретение Фольмера, намного опережающее своё время, помешали принять ограничения, наложенные на Германию в связи с Версальским мирным договором, подписанным после поражения в Первой мировой войне.
Генрих Фольмер, став на основании своих разработок и опыта их использования известным энтузиастом автоматического оружия, начал разрабатывать свой самый известный пистолет-пулемёт (превратившийся в знаменитый MP 38) ещё в 20-е годы XX века. Для этого он сконцентрировался на анализе существующих и разработке новых пистолет-пулемётов как самых перспективных образцов стрелкового оружия того времени.
В начале 20-х годов Фольмер сконструировал несколько опытных образцов (VPG, VPGa, VPF), мало чем отличавшихся друг от друга. В 1925 году появилась модель VMP1925 (Vollmer Maschinenpistole). В целом указанная модель сильно напоминала пистолет-пулемет MP-18.1, но образец Фольмера отличался от него в лучшую сторону наличием деревянной рукоятки пистолетного типа и небольшим магазином дискового типа на 25 патронов «Парабеллум». Пистолет-пулемет VMP1925 проходил испытания в Рейхсвере по секретной программе перевооружений одновременно с пистолетами-пулеметами Шмайссера и фирмы Rheinmetall. Фольмер, Шмайссер и фирма «Рейнметалл» были задействованы в секретной программе разработки современных на тот период пистолетов-пулеметов. Рейхсвер с 1926 по 1930 годы напрямую финансировал работу Фольмера. Финансовая помощь была оказана по прямому указанию инспектората вооружений и техники. Это финансирование прекратилось в 1929 году по причине мирового экономического кризиса.
Результаты испытаний не полностью удовлетворили военных, в основном из-за проблем с магазином барабанного типа. В 1926 году появилась следующий образец ПП Фольмера — VMP1926. Все основные механические части данной модели и принцип работы автоматики были почти аналогичны предшествующему образцу, но со ствола был снят охлаждающий кожух. Этот пистолет-пулемет прошел полные и всесторонние испытания в рейхсвере по одной программе испытаний с образцами, представленными Бергманом и «Рейнметаллом». Дальше конструктор попытался модернизировать свой пистолет-пулемет VMP1926 и превратить его в образец VMP1928. Зрительно это оружие отличалось тем, что вместо магазина барабанного типа был использован дисковый магазин на 32 патрона «Парабеллум», крепившийся к пистолет-пулемёту с левой стороны.
Один из образцов испытывался в Советском Союзе во время сравнительных испытаний с пистолетом-пулемётом Токарева, когда решался вопрос о включении в номенклатуру вооружений Красной армии пистолет-пулемётов.
Последним и самым известным пистолетом-пулеметом, носившем в названии имя Фольмера, стал VMP1930, практически неотличимый внешне от VMP1928, но с совершенно новым внутренним устройством. Фольмер использовал в конструкции затворной группы пистолета-пулемета телескопическую пружину.
Эта пружина была помещена в металлический кожух, которая в процессе стрельбы надвигалась на затвор, тем самым уменьшая общую длину отката и замедляя его скорость. Патент на эту разработку был подан в 1930 году, однако данная конструкция была запатентована Фольмером только в 1933 году. Принцип работы затвора, сконструированного Фольмером, сделал оружие более надёжным в эксплуатации, более простым в сборке и разборке, особенно в полевых условиях.
Благодаря этому и другим своим изобретениям Фольмер считается выдающимся конструктором в истории оружейной мысли, однако он не стал, подобно Браунингу, великим предпринимателем, разбогатевшим на продаже своего оружия. Основной причиной данного печального события стал тот факт, что Фольмер не смог привлечь в свой бизнес какие-то значительные инвестиции и заинтересовать инвесторов своими разработками. Его собственная фирма Фольмер Верке произвела всего 400 пистолетов-пулеметов VMP1930, большую часть которых купила Болгария.
Вообще пистолеты-пулемёты Фольмера имели гораздо больший успех за границей, чем в Германии. Хотя оружие активно рекламировалось и продвигалось на внутренний рынок, только небольшое количество пистолет-пулемётов было закуплено немецкой полицией. В значительно большем количестве модели системы Фольмера, начиная от VMP1925 и заканчивая VMP1930, закупались в других странах. Среди покупателей значились Мексика, Франция, Югославия. А в Испании оружие его системы производилось по лицензии с 1940 года под обозначением «модель M1941/44» и стояло на вооружении в полиции и специальных подразделениях армии. Испанский вариант выпускался под калибр 9 мм Байард. В Германии основным вариантом был калибр 9 мм Парабеллум, а по желаниям заказчиков из других стран изготавливались варианты 7,65 мм Парабеллум или 7,63 мм Маузер.
Приблизительно через десять лет после начала работ Фольмера над своими пистолет-пулемётами, а именно 20 октября 1931 года, фирма Эрфуртер Машиненфабрик (Бертольд Гайпель ГмбХ), (которая на самом деле больше известна под сокращённым названием Эрма), выкупила у Фольмера права на его последний вариант пистолета-пулемета, имевший наилучшие характеристики и самую продуманную конструкцию. В стоимость покупки входили права на патент телескопической пружины.
Фольмер, получив деньги, переключил свою деятельность на разработку и конструирование ручных пулеметов. Например, Фольмер, также совместно с другими немецкими конструкторами, разрабатывал знаменитый пулемёт MG 34.
Впервые Фольмер приступил к работе над созданием самостоятельных конструкций ручных пулемётов в 1916 году. После подготовки и изготовления большого количества опытных образцов в течение ряда лет, конструктор представил модель Vollmer MP 1927. Позже Фольмер разработал в сотрудничестве с Mauser Werke образец пулемёта, который был назван «модель Mauser Vollmer 1931 года». Несмотря на простоту конструкции и успешно пройденные по заказу германских вооруженных сил испытания, данный пулемёт не был введён в эксплуатацию. Параллельно с этими проектами конструктор работал над развитием проекта автоматической винтовки под калибр 8x57 мм, которую он намеревался сделать основным оружием немецкой пехоты, и даже получил патент на эту винтовку. Однако винтовка не была принята на вооружение.
Главный конструктор Генрих Фольмер (нем. Heinrich Vollmer) фирмы Эрма Верке (нем. Erma Werke) в Эрфурте (нем. Erfurt) использовал основную конструкцию Шмайссера MP 36 и разработал на основе неё известные немецкие пистолеты-пулемёты Второй мировой войны MP 38 и MP 40. По разным оценкам, было выпущено около 1,2 млн штук. Это оружие распространилось по всему миру под неправильным названием как «Schmeisser-MP».
Разработчиком MP38, как часто ошибочно информирует популярная литература, был не Хуго Шмайссер, а работавший на Эрфуртской фирме ЭРМА инженер Генрих Фольмер. Это связано также с тем, что магазин MP38 и соответственно MP40 был разработан и выпускался по патенту Шмайссера, что и обозначалось на магазине пистолет-пулемёта соответствующим клеймом.
После начала Второй мировой войны деятельность Фольмера как конструктора оружия практически прекратилась, а на его заводе Фольмер Верке производились только некоторые детали и механизмы пистолет-пулемёта MP40. После войны Фольмер сосредоточил свою деятельность на создании деревообрабатывающих, деревообделывающих и шлифовальных машин и оборудования, а также режущего инструмента для обработки древесины. В этой отрасли он оставался до самой своей смерти в 1961 году.